# リンダ (小惑星)
リンダ (7169 Linda) は小惑星帯に位置する小惑星。1986年10月4日、ローウェル天文台のエドワード・ボーエルによって発見された。ビートルズのポール・マッカートニーの妻だったリンダ・マッカートニーが1998年4月17日に亡くなった後、彼女を記念して命名された。